# Undergroundstrip
De undergroundstrip is een undergroundstripgenre dat ontstond aan het einde van de jaren zestig in de Verenigde Staten onder de naam Comix. Het begon in San Francisco, maar ook in New York, Chicago en Austin (Texas) waren striptekenaars en uitgeverijen actief.

## Geschiedenis
De undergroundstrips waren bedoeld voor volwassenen. De verhalen stelden, overeenkomstig met het gedachtegoed van de hippiecultuur, sociale conventies ter discussie, werden vooral gemaakt om taboes te doorbreken en stonden bol van de scènes over politiek, religie, vrije seks en drugsgebruik, tegencultuur en anti-establishment. De auteurs zette zich op humoristische en confronterende wijze af tegen geldende opvattingen. De tekenstijl was vaak psychedelisch van aard. De makers waren erg gekant tegen de Comics Code.
Bij undergroundstrips is de gehele productie veelal in handen van een persoon die scenarist, inkter, tekenaar, letteraar en redacteur tegelijk is. De eerste comix werden op straat verkocht. In de jaren zeventig ontstond echter een heel netwerk van stripwinkels met aanvankelijk nog alleen een klein aanbod van undergroundstrips. Deze stripspeciaalwinkels werden midden jaren tachtig, met een veel uitgebreider aanbod, dé plek voor de striplezer.
Een van de bekendste undergroundstriptekenaars is Robert Crumb. Zijn eigen blad Zap Comix was in 1968 een groot succes en van zijn 'stripheld' Fritz the Cat zijn twee tekenfilms verschenen. De best verkopende comix-serie was The Fabulous Furry Freak Brothers van Gilbert Shelton. Het werk van de overleden tekenaar Vaughn Bodé vormde later een grote inspiratie voor veel jonge kunstenaars tijdens de ontwikkeling van de graffitikunst. Victor Moscoso en Rick Griffin zijn vooral bekend geworden met hun posters voor rockartiesten als Jimi Hendrix, Grateful Dead en The Doors.
De Amerikaanse undergroundstrip beïnvloedde ook een groot aantal Europese tekenaars. Met het verschijnen van het tijdschrift RAW van Art Spiegelman in de jaren zeventig ging de alternatieve Amerikaanse strip een nieuw tijdperk in.
Een uitgeverij die zich in Nederland actief inzette was de Real free press (1965-1980). In de RFP illustraties werd werk gepubliceerd van veel bekende Amerikaanse underground tekenaars, maar ook van Nederlandse tekenaars. Andere tijdschriften die undergroundstrips publiceerden waren Hitweek (1965-1969), Aloha (1969-1974), Tante Leny presenteert! (1970-1978) en Gummi van uitgeverij Espee (1977-1979). Tegenwoordig publiceert het stripblad Zone 5300 undergroundstrips (vanaf 1994). Zone 5300 is een van de tijdschriften die small-presswerk publiceren. Small press is een alternatieve stroming in de stripwereld waarvan de uitgaven meestal kleine boekjes zijn die aspirant-striptekenaars, veelal op eigen kosten en in zeer kleine oplages, eigenhandig kopiëren en op de markt brengen.
In België verschenen in 1971 zes nummers van het undergroundstripblad Spruit van Ercola (Experimental Research Center of Liberal Arts), waaraan onder andere Griffo meewerkte.

## Bekende undergroundstriptekenaars

### Amerikaanse tekenaars
| - Lynda Barry - Vaughn Bodé - Charles Burns (Blood Club, Big Baby) - Daniel Clowes (Ghost World) - Robert Crumb (Fritz the Cat) - Kim Deitch - Jim Franklin - Justin Green - Rick Griffin (Posterontwerper voor rockartiesten) - Bill Griffith (Zippy the Pinhead) - Jack "Jaxon" Jackson | - Jay Kinney - Jay Lynch - Dan O'Neill - Ted Richards - Trina Robbins - Spain Rodriguez - Gilbert Shelton (The Fabulous Furry Freak Brothers) - Art Spiegelman (Maus) - Robert Williams (Cover van Appetite for Destruction van Guns 'n Roses) - Skip Williamson - S. Clay Wilson |

### Nederlandse tekenaars
- Luuk Bode
- Theo van den Boogaard
- Aart Clerkx
- Chris Crielaert
- Gummbah
- Willem
- Erik Kriek
- Peter Pontiac
- Marcel Ruijters
- Joost Swarte
- Eric Schreurs

### Belgische tekenaars
- Griffo
- Fritz Van Den Heuvel
- Kamagurka
- Ever Meulen
- Herr Seele

### Franse tekenaars
- Cabu
- François Cavanna
- Jean-Marc Reiser
- Georges Wolinski

### Spaanse tekenaars
- Victoria Francés